# 山形県道20号山形羽入線
山形県道20号山形羽入線（やまがたけんどう20ごう やまがたはにゅうせん）は、山形県山形市から東根市に至る県道（主要地方道）である。

## 概要
2006年5月に山形市江俣から山形市白川の間に新道が開通した。また、山形市白川から天童市高擶までの区間も東北中央自動車道の側道として整備された。これにより、2010年現在では、かつての起点である山形市下条交差点から山形市中野目までの旧道区間は県道指定を外れている。

### 路線データ
- 陸上距離：17.3km[1][出典無効]
- 起点：山形市江俣（国道112号交点）
- 終点：東根市羽入（国道287号交点）

## 歴史
- 1993年（平成5年）5月11日 - 建設省から、県道山形羽入線が山形羽入線として主要地方道に指定される[2]。

## 路線状況

### 重複区間
- 山形県道24号天童寒河江線（天童市高擶 - 山形市中野目）
- 山形県道277号長岡中山線（天童市寺津地内）
- 山形県道184号山形空港線（東根市羽入地内）

### 橋梁
- 諏訪橋（山形市、白川）
- 明治橋（山形市、立谷川）
- 西田橋（天童市、前田川）
- 八幡橋（天童市、倉津川）
- 大町橋（天童市、押切川）
- 中乱川橋（天童市、乱川）

## 地理

### 通過する自治体
- 山形市
- 天童市
- 東根市

### 交差する道路
- 国道112号・山形県道49号山形山辺線（山形市江俣）
- 山形県道174号大野目内表線（山形市嶋北）
- 山形県道274号中野長町線（山形市壇野前）
- 山形県道275号大森中野線（山形市馬合）
- 山形県道24号天童寒河江線（山形市灰塚）
- 山形県道277号長岡中山線（天童市寺津）
- 山形県道23号天童大江線（天童市蔵増）
- 山形県道110号天童河北線（天童市大町）
- 国道287号・山形県道184号山形空港線（東根市羽入）